# 宁海街道 (连云港市)
宁海街道是中华人民共和国江苏省连云港市海州区下辖的一个街道办事处。
2013年1月6日，江苏省人民政府批复同意撤销宁海乡，以原宁海乡行政区域设立宁海街道办事处，街道办事处驻平安居委会宁海商业街37号。

## 行政区划
宁海街道下辖以下村级行政区划单位：
平安村、魏湾村、卞浦村、清河村、武圩村、太平村、黄圩村、杨场村、新圩村、新北村和海河村。